# Хлусевич, Светлана Александровна
Светлана Александровна Хлусевич (род. 15 мая 1948, Ижевск) — советская и российская шахматистка, международный мастер ИКЧФ среди женщин (2003), тренер.

## Биография
По профессии инженер-металлист. Жена гроссмейстера ИКЧФ С. О. Хлусевича.
Наиболее успешно выступала в заочных соревнованиях.
Победительница 11-го женского чемпионата СССР (1991—1993 гг.), бронзовый призёр 10-го женского чемпионата СССР (1988—1990 гг.).
Участница полуфинала 7-го женского чемпионата мира (1998—2003 гг.).
В составе сборной России победительница 5-й заочной олимпиады (1997—2003 гг.), серебряный призёр 4-й заочной олимпиады (1992—1997 гг.), участница отборочных соревнований 5-й олимпиады (1991—1996 гг.).

## Основные спортивные результаты
| Год       | Соревнование                                                  | + | − | = | Результат | Место                         |
| --------- | ------------------------------------------------------------- | - | - | - | --------- | ----------------------------- |
| 1988—1990 | 10-й женский чемпионат СССР                                   |   |   |   | 12½ из 17 | 3                             |
| 1991—1993 | 11-й женский чемпионат СССР                                   |   |   |   | 17 из 18  | 1                             |
| 1991—1996 | Полуфинал 5-й олимпиады (группа 1; сборная России, 1-я доска) | 6 | 0 | 0 | 6 из 6    | 1 на доске, команда — 1-я     |
| 1992—1997 | 4-я олимпиада (сборная России, 3-я доска)                     | 4 | 2 | 2 | 5 из 8    | Команда — 2-я                 |
| 1997—2003 | 5-я олимпиада (сборная России, 2-я доска)                     | 4 | 0 | 4 | 6 из 8    | 2 на доске, команда — чемпион |
| 1998—2003 | Полуфинал 7-го чемпионата мира                                | 8 | 1 | 4 | 10 из 13  | 3—5                           |